# 三重村 (栃木県)
三重村（みえむら）は、栃木県の南西部、足利郡に属していた村である。

## 地理
- 河川 - 渡良瀬川

## 歴史
- 1893年（明治26年）3月18日：足利郡坂西村が分割され、五十部・大岩・今福地区が三重村となる。残部は山前村となる。
- 1954年（昭和29年）8月1日：足利市へ編入。同日三重村廃止。

## 行政
- 三重村長

| 代 | 氏名       | 就任                   | 退任                   | 備考 |
| -- | ---------- | ---------------------- | ---------------------- | ---- |
| 1  | 岡田太郎   | 1893年（明治26年）6月  | 1897年（明治30年）3月  |      |
| 2  | 山本文一郎 | 1897年（明治30年）5月  | 1898年（明治31年）4月  |      |
| 3  | 阿部栄三郎 | 1898年（明治31年）9月  | 1899年（明治32年）3月  |      |
| 4  | 河内関次郎 | 1899年（明治32年）3月  | 1903年（明治36年）3月  |      |
| 5  | 川島喜一   | 1904年（明治37年）1月  | 1911年（明治44年）5月  |      |
| 6  | 牛窪繁蔵   | 1911年（明治44年）5月  | 1922年（大正11年）6月  |      |
| 7  | 穴原彌助   | 1923年（大正12年）1月  | 1926年（大正15年）1月  |      |
| 8  | 阿部和蔵   | 1926年（大正15年）4月  | 1930年（昭和5年）4月   |      |
| 9  | 原理一     | 1930年（昭和5年）4月   | 1934年（昭和9年）4月   |      |
| 10 | 穴原信吉   | 1934年（昭和9年）4月   | 1938年（昭和13年）4月  |      |
| 11 | 川島守一   | 1938年（昭和13年）4月  | 1942年（昭和17年）12月 |      |
| 12 | 近藤明     | 1942年（昭和17年）12月 | 1946年（昭和21年）12月 |      |
| 13 | 岩下亀三郎 | 1946年（昭和21年）12月 | 1954年（昭和29年）7月  |      |

出典:『栃木県町村合併誌 第二巻』、p. 281。

## 交通

### 鉄道
- 日本国有鉄道（現・東日本旅客鉄道）
  - 両毛線：三重駅